# لرکسپور (کلرادو)
لرکسپور (به انگلیسی: Larkspur) شهری در ایالت کلرادو کشور ایالات متحده آمریکا است که جمعیت آن در سرشماری سال ۲۰۱۰ میلادی، ۱۸۳ نفر بوده‌است.